# Гебхард фон Арнщайн
Гебхард фон Арнщайн на немски: Gebhard I. von Arnstein; * 19 май 1209; † 9 март 1255 – 1256) от род Арнщайн е граф, господар на Арнщайн при Ашерслебен в Харц и фогт на Лайтцкау (част от Гомерн) в Саксония-Анхалт. Той е родител на графовете на „Линдов-Рупин“ в Бранденбург.
Той е син на граф Валтер III фон Арнщайн († ок. 1196) и съпругата му Гертруд фон Баленщет († сл. 1194), дъщеря на граф Адалберт III фон Баленщет († 1171) и Аделхайд фон Ветин-Майсен, вдовицата на крал Свен III от Дания и Зеланд († 1157). Майка му Гертруд е внучка на маркграф Албрехт Мечката фон Бранденбург от фамилията Аскани и София фон Винценбург.
Гебхард фон Арнщайн поема ок. 1214 г. замък Рупин. Той построява замък Рупин и през 1240 г. се нанася там. Той основава между 1230 и 1240 г. манастир Линдов между горите, североизточно от Рупин. Гебхард фон Арнщайн основава през 1246 г. между Елба и Одер доминиканския манастир Нойрупин с брат му Вихман († 1270), мистик, който става 1. приор на манастир Нойрупин. На 9 март 1256 г. манастирското селище Нойрупин получава права на град. 
Графовете фон Арнщайн остават до 1524 г. собственици на господството Рупин. Със смъртта на граф Вихман родът Линдов-Рупин изчезва и господството Рупин отива на  курфюрста фон Бранденбург.

## Фамилия
Гебхард фон Арнщайн се жени за Хедвиг фон Хиршер-Зибенбурген (1225 – 1271), вдовица на граф Ото фон Грибен-Хилерслебен, дъщеря на граф Георг фон Хиршер-Зибенбурген (1207 – 1262). Те имат децата:
- Гунтер фон Линдов (* 29 юли 1253; † 1294)
- Гунтер I фон Линдов-Рупин († 1284), граф на Линдов-Рупин, Дорнбург и Мюлинген, женен за Еуфемия фон Руген (* ок. 1216); родители на пет сина и една дъщеря
- Валтер VI фон Арнщайн († 1279, в битка при Фрозе)